# 透明なぬいぐるみLIVEショー
『透明なぬいぐるみLIVEショー』は、ザ・プレイヤーズ・ハウスの公演として2003年に上演された演劇。また、2008年にハードレインオープンカフェによって上演された再演をも指す。
作／簑田詢平、演出／佐々木海音。出演は簑田詢平、明本道子、梅津幸輝　他。

## 上演記録

### 初演
2003年6月27日〜6月29日 ブディストホール

### 再演
2005年10月21日〜10月23日 ブディストホール
2008年4月11日〜4月13日 TACCS1179

## 内容

### ストーリー
ある山間の別荘に、若者達が集まるところから物語は始まる。
彼らはインターネットの自殺サイトで知り合い、
そして実際に自ら生命を絶っていこうとする若者達だ。
なぜ彼らは「死』という選択肢を選ぶのか。
そして、何を考え、どんな会話をし「死」に向かうのか。
そして、いよいよ自殺を決行しようとしたその時、
突然の大地震が発生し、彼らは土砂に埋もれた別荘に閉じこめられてしまう。
その生命ギリギリの 状況の中、彼らの取る行動とは？
死を望む若者達の姿を通して、人間と命の関係を浮き彫りにしていく。
手に汗握る展開の中、真の幸福とは何かを問うエンターテイメント作品。

### 登場人物
- 男／物語の主人公。若者達に人気のドラッグ「フェアリーブルー」（飲むと会いたい人に会えると言われている違法ドラッグ。一定の量を超えて服用すると、死に至る。）の売人。チンピラ。南海の孤島、バルンガ島に行くことを夢見ている。

- ブッチ／“男”の相棒。二人の間には、“男”が考え、“ブッチ”が行動するという関係が成り立っている。真っ直ぐな性格で、行動が機敏。ナイフ投げの名人。

- ロビン／ネットで「フェアリーブルー」を使った集団自殺を計画し、進行するリーダー的存在。集団自殺の決行場所である別荘の所有者で頭脳明晰。あまり感情の起伏がなく見えるが、内には深い親への憎悪がある。

- まにあ／物語のストーリーテラー。ロビンの集団自殺の呼びかけに応じ、集まった自殺志願者のひとり。その名の通り、自殺に対して強い好奇心を持っている。特に、会いたい人に会えるという「フェアリーブルー」には、強く興味を示す。

- ジュン／同じく、自殺志願者のひとり。施設で育ち、耐えがたい苦痛の中で生きてきた。その過酷な過去から、世の中に絶望し、憎悪は深い。自殺志願者の中でも、特に自殺への執着心が強い。

- ルーク・スカイウォーカー／自殺志願者のひとり。気が小さく、内向的。多額の借金を抱えている。

- 風鈴／自殺する気はなく、ネットで自分の悩みを真剣に聞いてくれた人達が、集団自殺を計画しているのを知り、それを止めようと別荘へやってくる。

- 落ち葉／自殺志願者のひとり。気弱で自分に自信がなく、意志を強く持てずにいる。その為、人に影響されやすく、自殺への決意を持って別荘に来るも、その心はもろく揺れ動く。持病のぜん息に苦しむ場面も。

- ジルバ／自殺志願者のひとり。リストカットの常習者。その容姿や反抗的な態度から誤解を招くが、優しい心を持っている。

- 陽子／“男”の妻。理不尽な出来事により、数年前に命を落とす。「フェアリーブルー」により、再び“男”の前にその姿を現す。

- 人形を抱いた女／物語の象徴的存在。透明な人形を抱き、悲しげな表情を浮かべている。その存在は、“男”にしか見えない。

- 救出者／救助隊員。